# Pál Tibor (politikus)
Pál Tibor (Budapest, 1959. május 16. –) magyar szociálpolitikus, politikus, önkormányzati képviselő, alpolgármester, 2002 és 2014 között országgyűlési képviselő (MSZP), 2002-től 2004-ig a Belügyminisztérium politikai államtitkára.

## Élete
Általános iskolai tanulmányait a IX. kerületben végezte, majd 1976-ban órás műszerész és órás szakképesítést szerzett. Édesapja munkája miatt 1976-tól 1980-ig családjával Moszkvában élt, ahol 1978-ban érettségizett, majd idegenvezetőként és tolmácsként dolgozott. 1980 és 1986 között a Budapesti Likőripari Vállalat jogi és igazgatási előadója volt, közben 1981-től másfél évig sorkatonai szolgálatot teljesített.
1985-ben a IX. kerületi tanács legfiatalabb tagja lett, 1986-tól 1988-ig a KISZ IX. kerületi bizottságának munkatársa volt. 1988-ban felvették a Politikai Főiskolára, melynek megszűnése után 1995-ben az Eötvös Loránd Tudományegyetemen szerzett szociálpolitikusi diplomát, ezt követően a Főpolgármesteri Hivatal Gyermek- és Ifjúságvédelmi Ügyosztályán helyezkedett el. 1998-ban a Budapesti Közgazdaságtudományi Egyetem humánmenedzser szakán szerzett diplomát.
1990 és 2019 között a Magyar Szocialista Párt színeiben folyamatosan ferencvárosi önkormányzati képviselő volt, 1998-tól 2002-ig a IX. kerület humán alpolgármestereként dolgozott. 1999 és 2006 között a Ferencvárosi TC torna szakosztályának elnöke volt. A 2002-es országgyűlési választáson Budapest 13. sz. választókerületéből szerzett mandátumot, az Országgyűlésben az emberi jogi, kisebbségi és vallásügyi, a szociális és családügyi, az idegenforgalmi, az ügyrendi, a rendészeti és az önkormányzati bizottság munkájában vett részt. A Medgyessy-kormányban 2002 májusától 2004 októberéig a Lamperth Mónika által vezetett Belügyminisztérium politikai államtitkára volt, majd az MSZP budapesti országgyűlési képviselőcsoportját vezette.
A 2006-os országgyűlési választáson ismét Budapest 13. sz. választókerületéből jutott a parlamentbe, ahol az önkormányzati és területfejlesztési bizottság tagja lett, majd a 2006-os önkormányzati választást követően ismét Ferencváros alpolgármestere lett, tisztségét 2010-ig töltötte be. A 2010-es országgyűlési választáson az MSZP budapesti területi listájáról szerzett mandátumot, a 2010-es önkormányzati választáson pedig az MSZP ferencvárosi polgármesterjelöltje volt. A 2014-es országgyűlési választáson nem jutott a parlamentbe.
A 2019-es önkormányzati választáson elvesztette ferencvárosi önkormányzati képviselői mandátumát, ezután a Fővárosi Közgyűlés Költségvetési Bizottságágának tagja és a XIX. kerületi önkormányzat tanácsadója lett. Neve korábban többször felmerült az MSZP és a Fidesz kerületi összefonódásai, valamint a parkolási visszaélések kapcsán.